# Eleccions cantonals franceses de 1979
Les eleccions cantonals es van celebrar el 18 i 25 de març de 1979.

## Resultats
La taxa d'abstenció s'elevà al 46,56%.
| Tendències                                                                   | Primera volta (%) | Segona volta (en escons) |
| ---------------------------------------------------------------------------- | ----------------- | ------------------------ |
| Extrema esquerra                                                             | 0,9               | 0                        |
| Partit Comunista Francès                                                     | 22.5              | 236                      |
| Partit Socialista                                                            | 26,6              | 539                      |
| Moviment dels Radicals d'Esquerra                                            | 1,9               | 78                       |
| Divers gauche                                                                | 3,2               | 54                       |
| Ecologistes                                                                  | 0.5               | 0                        |
| Unió per a la Democràcia Francesa                                            | 21.1              | 347                      |
| Reagrupament per la República                                                | 12.3              | 172                      |
| Divers droite                                                                | 10.7              | 350                      |
| Font : Alain Lancelot, Les élections sous la Ve République, PUF, Paris, 1988 |                   |                          |